# 한국치킨외식산업협회
한국치킨외식산업협회는 치킨외식산업의 건전한 발전도모, 국내 닭고기 산업의 안정화 및 활성화 유도를 목적으로 2004년 8월 9일 설립된 대한민국 농림수산식품부 소관의 사단법인이다. 사무실은 서울특별시 송파구 문정동 150-23, 공간빌딩 7층에 있다.

## 주요 사업
- 매매, 보관, 운송 또는 검사 등을 위한 공동시설설치 및 운영
- 닭고기 판매촉진을 위한 광고 등 공동사업
- 회원의 자질 및 경영기술향상을 위한 연수사업
- 회원 및 그 종업원의 복지후생사업